# Betfage

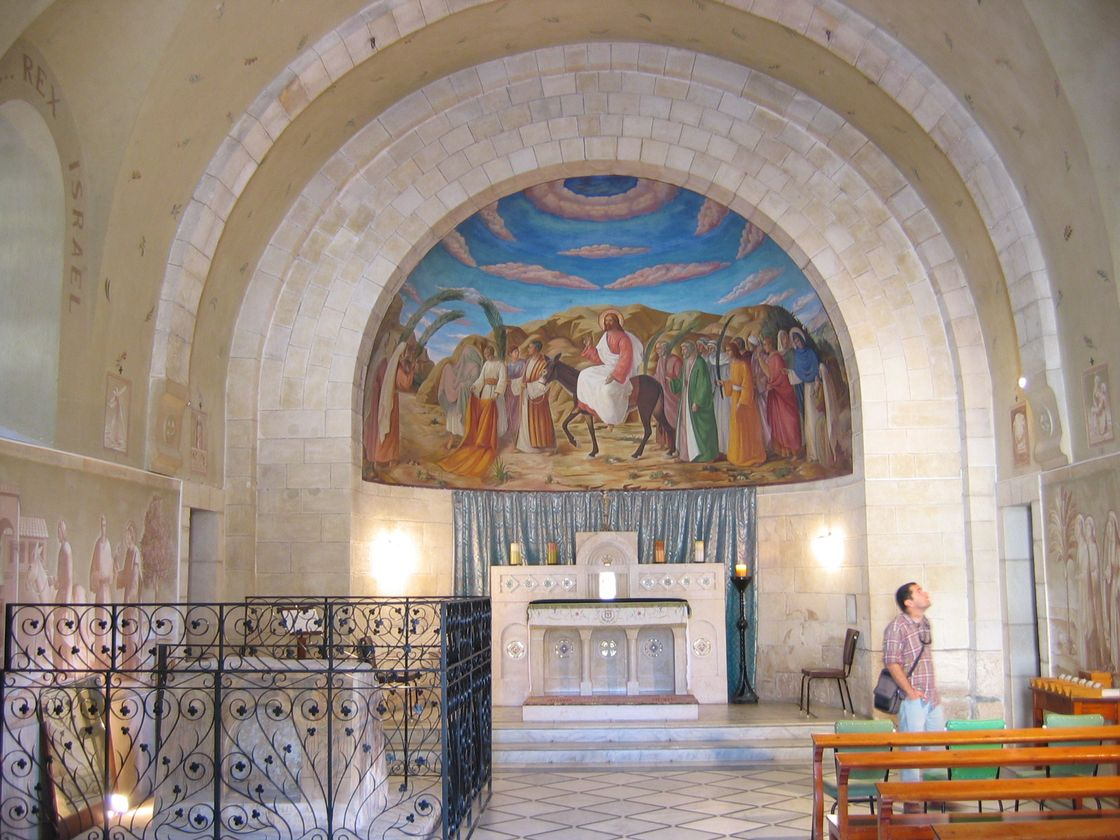
Wnętrze kościoła

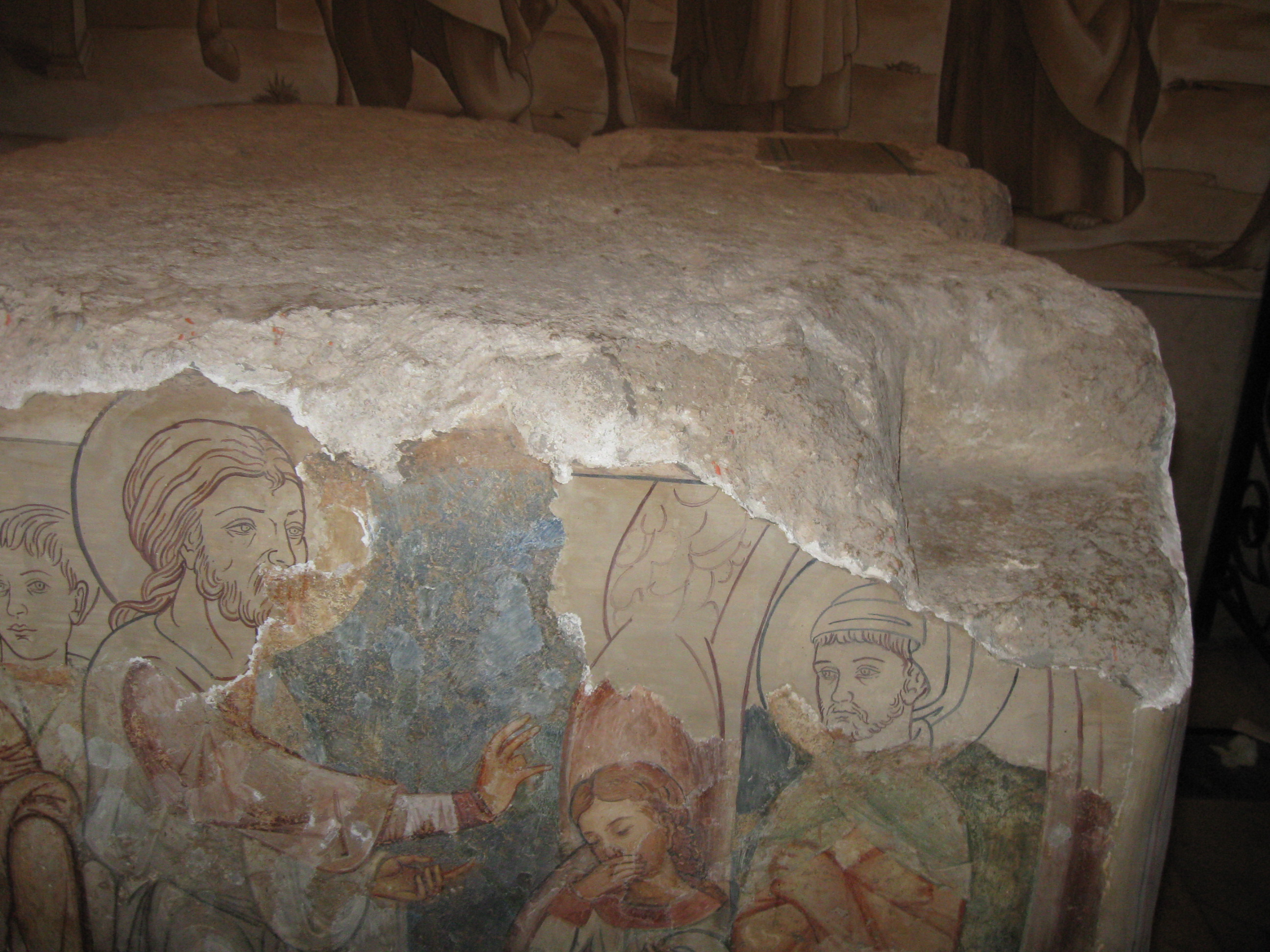
Kamień z freskami

Betfage – aram. Bēt Pāgē (dom zielonych fig); starożytna miejscowość biblijna, położona na wschodnim zboczu Góry Oliwnej, niedaleko Betanii; sanktuarium franciszkanów Kustodii Ziemi Świętej, upamiętniające początek triumfalnego wjazdu Jezusa na osiołku do Jerozolimy.

## Kontekst biblijny
Jezus przybył do Betfage z Jerycha, gdzie uzdrowił niewidomego żebraka, który potem szedł z Nim (por. Mk 10, 46-52); albo uzdrowił dwóch niewidomych (por. Mt 20, 29-34). Inny zapis łączy pobyt Jezusa w Jerychu – zanim przybył do Betfage – z gościną u Zacheusza, bardzo bogatego zwierzchnika celników, i z przypowieścią o minach (por. Łk 19). Jan Ewangelista nie wspomina o Betfage, jedynie o pobliskiej Betanii, gdzie mieszkał Łazarz, którego Jezus wskrzesił z martwych (por. J 12, 1).
W przekazie Mt 21, 1-2 Betfage jest wioską. To w niej Jezus polecił uczniom, aby znaleźli i przyprowadzili Mu źrebię oślicy, na którym zamierzał wjechać do Jerozolimy. Według Mk 11, 1-2 i Łk 19, 29-30 wydał to polecenie, gdy zbliżał się do Jerozolimy, do Betfage i Betanii na Górze Oliwnej. Według tych źródeł synoptycznych, po przyprowadzeniu źrebięcia, odbył się uroczysty wjazd Jezusa do Jerozolimy. Jan Ewangelista notuje, że w dniu poprzedzającym to wydarzenie Jezus był w Betanii (por. J 12, 1. 12-19). Nie wyklucza to możliwości rozpoczęcia ingresu w Betfage, leżącej na linii Betania-Jerozolima.

## Sanktuarium
W odległej genezie „Sanktuarium Betfage” pojawia się wzmianka m.in. o bezimiennym pielgrzymie ruskim i zakonniku frankońskim, Bernardzie, którzy widzieli skałę marmurową, miejsce, w którym Jezus dosiadł źrebię oślicy, by udać się do Jerozolimy na święto Paschy. Z czasem z tej skały została wyodrębniona bryła sześcienna (stela), według podobnych kryteriów, jak to stało się ze skałą przy budowie Bożego Grobu i Golgoty w Jerozolimie. Znalazła się ona w kościele wybudowanym w IV wieku, którego istnienie potwierdza pątniczka hiszpańska Egeria z IV wieku i mnich kapadocki Teodozy (+529)).
Ze świadectw późniejszych pątników, w roku 1172 Teodor napisał szczegółowo: „Betfage... jest w połowie drogi między Betanią i Górą Oliwną; tutaj jest wzniesiona odpowiednia kaplica ku czci Jezusa, który wysłał dwóch ze swoich uczniów, aby poszukali oślicę i źrebię. Stojąc na wielkim kamieniu, który jest wyeksponowany w tej samej kaplicy, wszedł na osiołka i udał się do Jerozolimy przez Górę Oliwną". W XVI wieku natomiast powoli zatracała się kaplica z cennym kamieniem, podziwianym jeszcze w czasach krzyżowców. Gdy ginęły po niej ślady, franciszkanie i chrześcijanie wciąż odwiedzali to miejsce, by kontynuować tradycję ingresu Jezusa do Święto Miasta.
W 1876 roku pewien wieśniak znalazł dawniej już znaną skałę sześcienną o wymiarach 1,30 x 1,06 x 1,13 m, z resztkami fresków z epoki krucjat. Według tradycji Jezus oparł na tym kamieniu stopę wsiadając na osiołka. Dziś wyraźnie odróżnia się na nim fragmenty zabytkowe od współczesnych uzupełnień. Od strony północnej bryły na fresku widać zamek, grupę ludzi i oślicę z koźlęciem; z lewej strony przedstawieni są uczestnicy procesji palmowej, postać Jezusa wchodzącego na osiołka jest bardzo uszkodzona; od wschodniej strony, od Betanii, Marta i Maria klęczą u stóp Jezusa, w tle scena wskrzeszenia Łazarza; zachodni motyw skały składa się z czterech linijek napisu: BETHPHAGE N / VM CVM ASINA DUCTVS | AD HEROSOLIMA / M / BERNARDI WITARDI DE BORDA FOK.
W 1880 roku Kustodia Ziemi Świętej nabyła ruiny antycznego kościoła. Trzy lata później wybudowała klasztor i stworzyła sanktuarium. W roku 1889 zrekonstruowała w kościele dawną kaplicę, w której 5 marca tego samego roku rozpoczęto odprawiać mszę świętą. Aktualny kształt sanktuarium w Betfage pochodzi z roku 1954, według planu i pracy włoskiego architekta Antoniego Barluzziego (+1960). Malowidła al fresco, z wyróżniającą się sceną triumfalnego wjazdu na osiołku Jezusa do Jerozolimy, w absydzie kościoła, są autorstwa włoskiego artysty Cezarego Vagariniego (+1990) z roku 1955.

## Procesja
Według opisów pątniczki Egerii z końca IV wieku procesje, upamiętniające uroczysty wjazd Jezusa do Jerozolimy rozpoczynały się na Górze Oliwnej. Celebracji przewodniczył biskup, otoczony wiernymi z gałązkami palm lub oliwek w dłoni. Z kolei mnich Epifaniusz stwierdza w IX wieku, że procesja rozpoczynała się w Betfage, gdzie Jezus wsiadł na osiołka. W myśl kolejnych notatek historycznych procesja była zawieszona w okresie państw krzyżowych (XII-XIII wiek), a w roku 1563 przez gubernatora jerozolimskiego.
Jeszcze w XVI wieku zwyczaj ingresu Jezusa do Jerozolimy był wznawiany przez franciszkanów. Na osiołka wsiadał Kustosz Ziemi Świętej, uosabiając obecność Jezusa. Od 1933 roku procesja pod przewodnictwem Łacińskiego Patriarchy Jerozolimy nabrała charakteru bardziej uroczystego.